# Acyrthosiphon elaeocarpi
Acyrthosiphon elaeocarpi är en insektsart. Acyrthosiphon elaeocarpi ingår i släktet Acyrthosiphon och familjen långrörsbladlöss. Inga underarter finns listade i Catalogue of Life.